# Dizzy (пісня)
«Dizzy» (укр. Запаморочення) — пісня британського співака Оллі Александера, з якою він представляв Велику Британію на Пісенному конкурсі Євробачення 2024 в Мальме, Швеція після внутрішнього відбору національним мовником BBC. Це перший реліз Александера як сольного виконавця після розпаду Years & Years

## Про пісню
Після оголошення в Strictly Come Dancing у 2023 році про участь Оллі Александера на Євробаченні 2024, співак став фаворитом букмекерів на перемогу на конкурсі. Оллі виклав перший тизер «Dizzy» у своїх соціальних мережах, а саме відео, у якому знялася ведуча програми погоди Керол Кірквуд. 7 лютого 2024 року співак оголосив назву пісні та її дату виходу – 1 березня 2024 року. І пісня, і відеокліп були представлені в один день під час спеціальної трансляції Graham Meets Olly на BBC One.
В інтерв’ю BBC Оллі розповів, що пісня була написана влітку 2023 року, а її текст — про «відчуття настільки сильного хвилювання щодо когось, що воно повністю перевертає твій світ з ніг на голову та навиворіт».

### Композиція
Александер описав пісню як «електронну» і ту, «під яку можна танцювати».. «Dizzy» музично натхненна звуками 80-х і такими виконавцями, як Erasure, Adamski та Pet Shop Boys.

## Кліп
Знятий у Тбілісі, Грузія, режисером Коліном Солалом Кардо, музичний кліп на пісню «Dizzy» був випущений 1 березня одночасно на каналі Александера Vevo та офіційному каналі Євробачення на YouTube, через вісім годин після релізу пісні. Пізніше того ж вечора Оллі з’явився в спеціальній передачі на BBC One під назвою Graham Meets Olly, у якій відбувся перший повний телевізійний показ трансляції музичного кліпу.
У відео Александер перебуває на трьох локаціях, що обертаються, і кожна з яких окремо розроблена як деконструйований будинок, сад і дах. Брук Айві Джонсон з газети Metro заявила, що відео «відображає тему всепоглинаючої любові» пісні. Рейчел Макграт зі Sky News описала відео як «паморочливе», а в огляді для The Guardian Лаура Снейпс назвала відео «нудотно перевернутим».

## Пісенний конкурс Євробачення
Пісенний конкурс Євробачення 2024 відбувся на Мальме-Арені в Мальме, Швеція, і складався з двох півфіналів, які пройшли 7 і 9 травня відповідно, і фіналу 11 травня 2024 року. 
Велика Британія, як країна «Великої П'ятірки», змагалася одразу у фіналі конкурсу, проте також виступила у першому півфіналі між країни-учасницями. У фіналі Євробачення 2024 Оллі Александер виконав «Dizzy» під тринадцятим номером. Пісня здобула 46 балів від журі та 0 балів від глядачів і посіла 18 місце. Це стало третім випадком за останні чотири роки, коли представник Великої Британії не отримував жодного балу від глядачів.

Фрагменти виступу на Євробаченні 2024
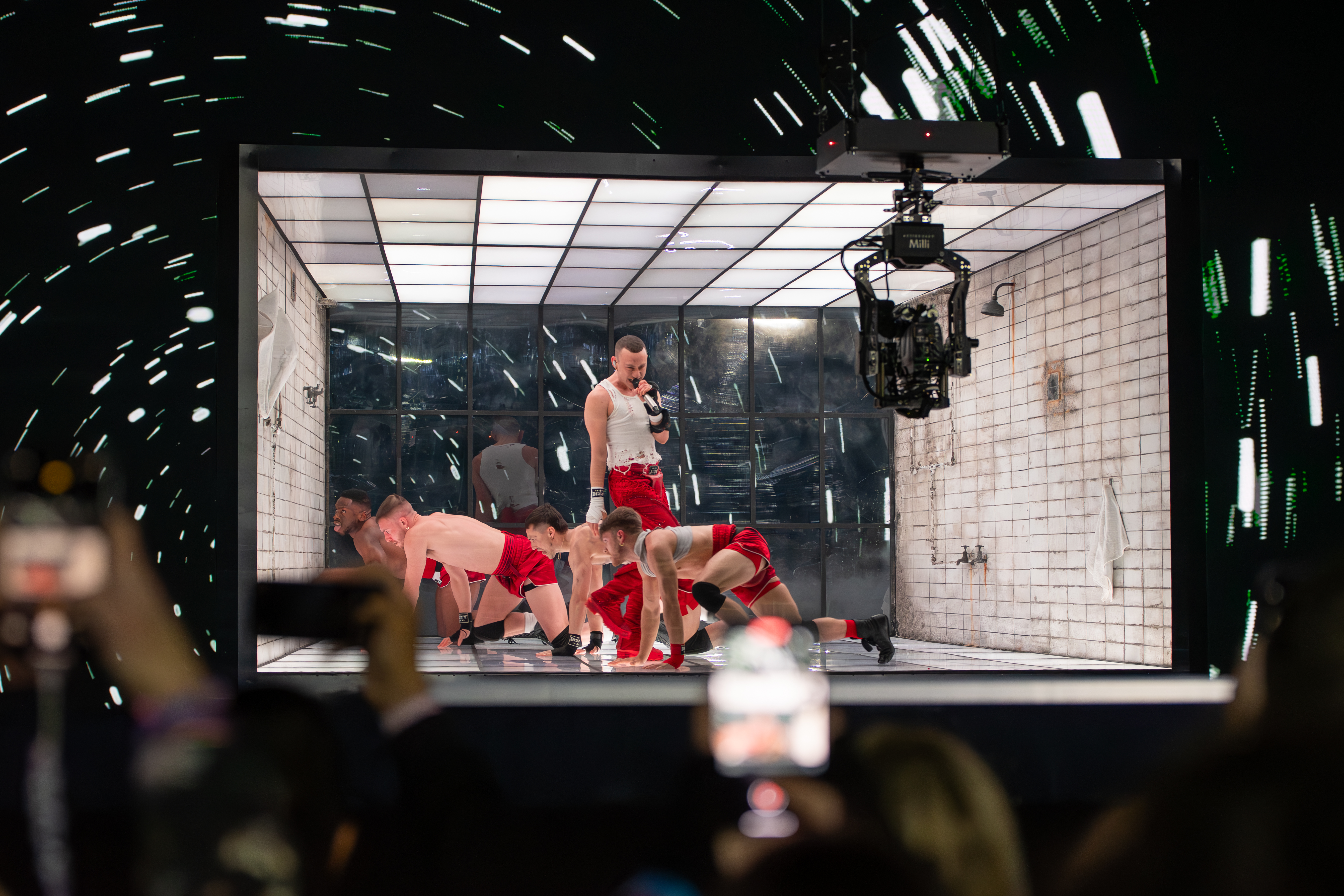
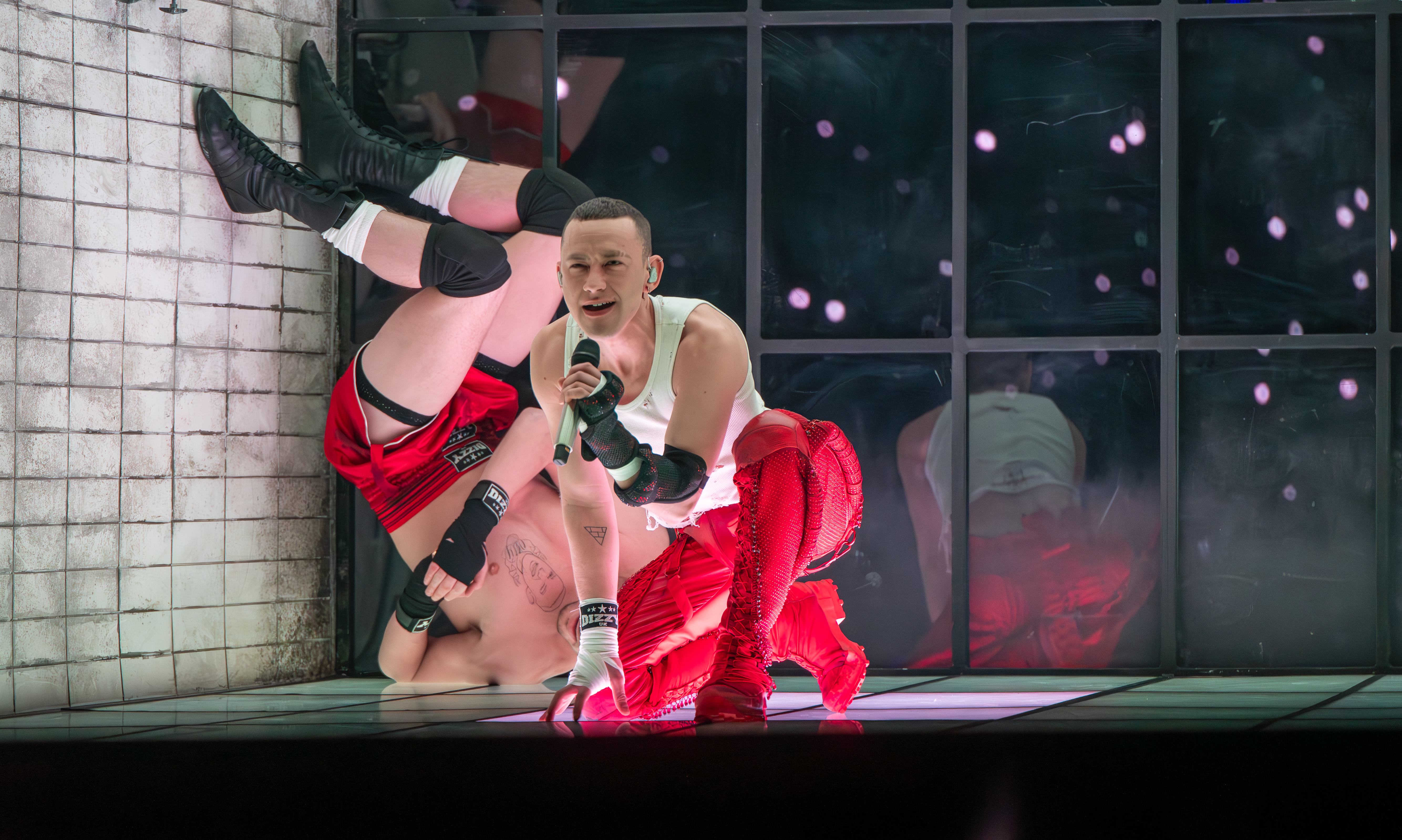
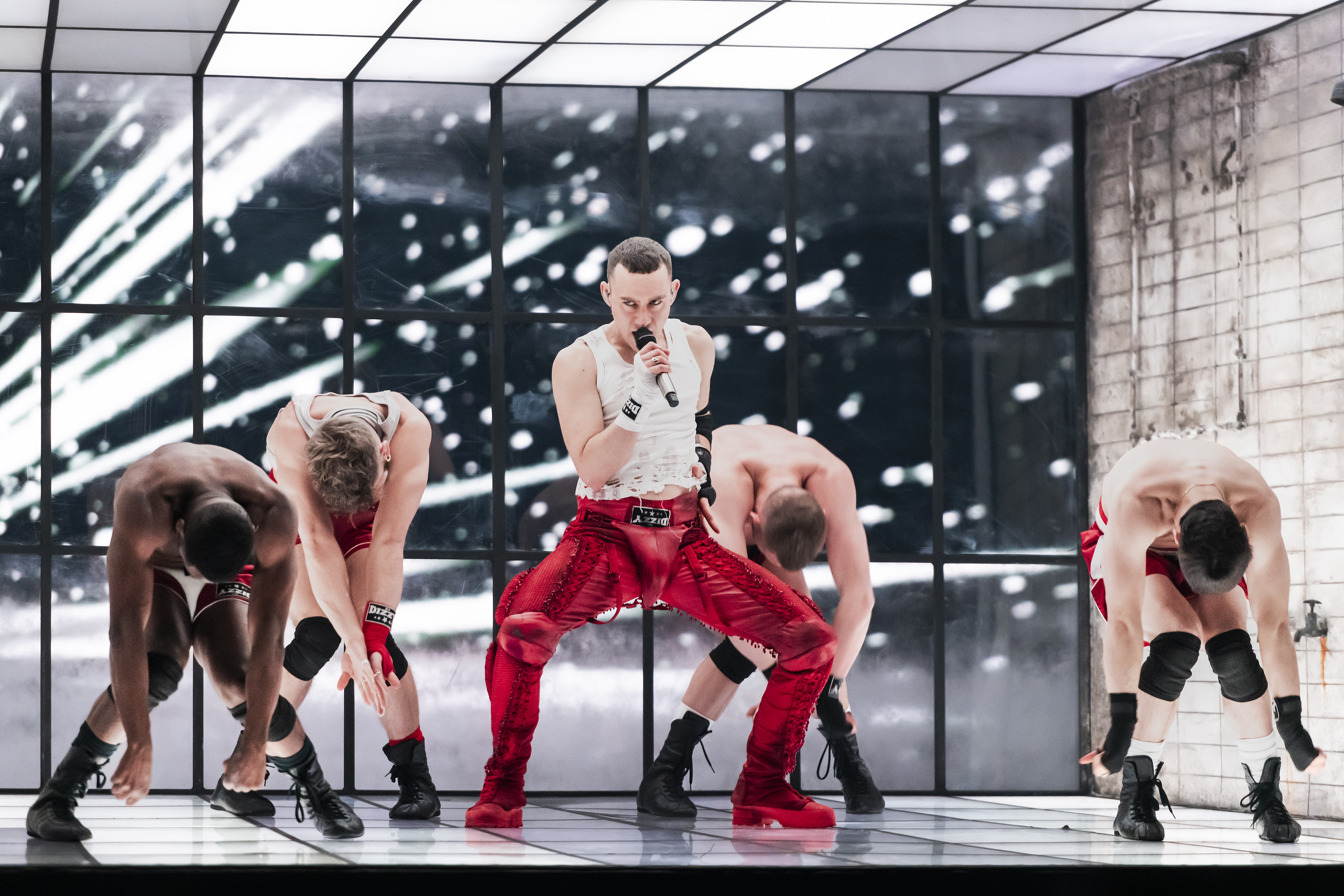
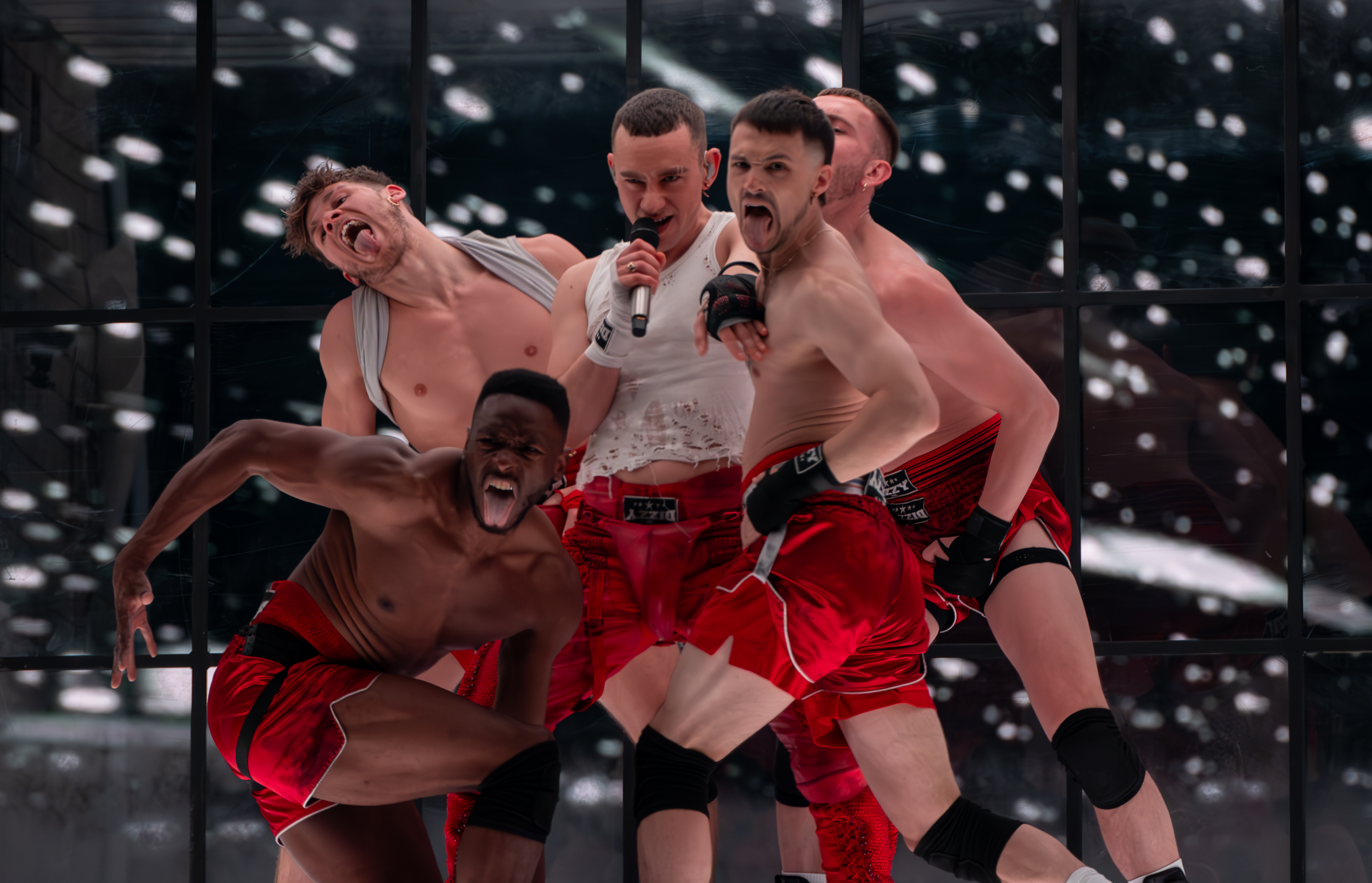
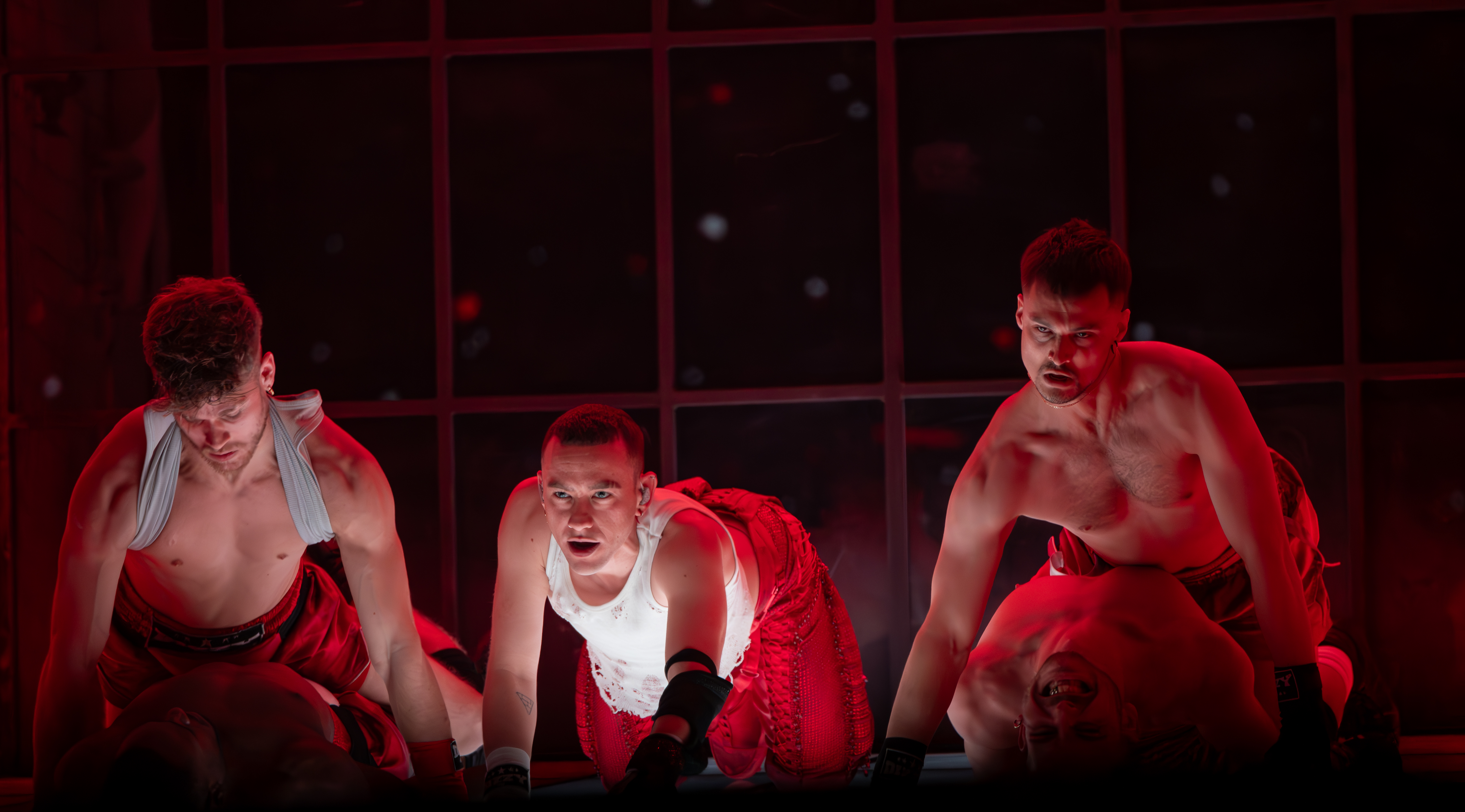
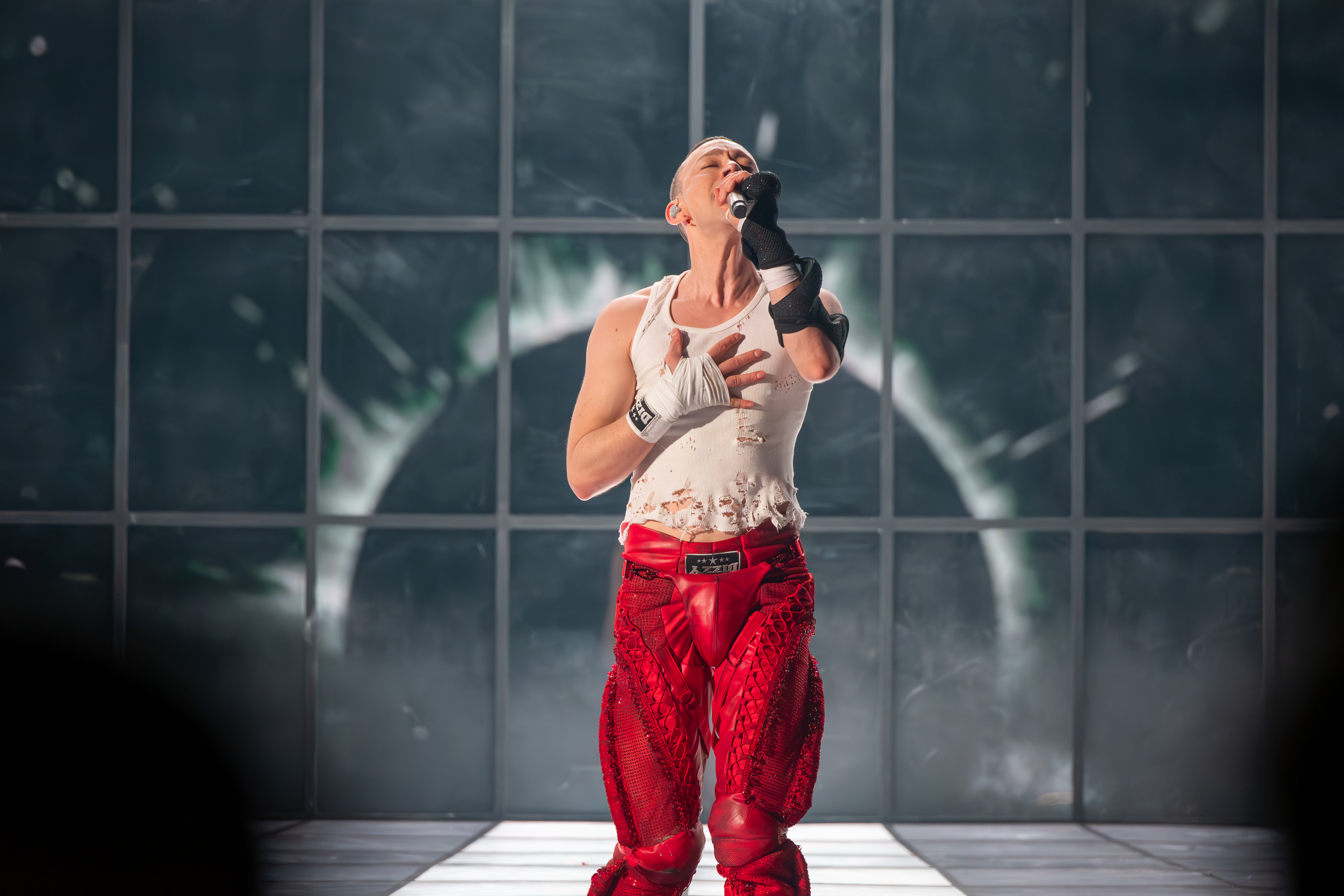